# كيفن بروك (لاعب كرة قدم أمريكية)
كيفن بروك (بالإنجليزية: Kevin Brock)‏ هو لاعب كرة قدم أمريكية أمريكي، ولد في 9 أبريل 1986 في نيوجيرسي في الولايات المتحدة.

## وصلات خارجية
- كيفن بروك على موقع مرجع كرة القدم المحترفة.كوم (الإنجليزية)